# Rudolf Wlassak
Rudolf Wlassak (* 27. März 1865 in Brünn; † 10. März 1930 in Wien) war ein österreichischer Physiologe, Nervenarzt und Vorkämpfer der Antialkoholbewegung.

## Leben
Rudolf Wlassak studierte an der Universität Leipzig bei Carl Ludwig und von 1885 bis 1887 an der Universität Zürich bei Richard Avenarius. Er war dann in Zürich Assistent von Justus Gaule (1849–1939) und lehrte von 1893 bis 1898 als Privatdozent für Physiologie.
Wlassak widmete sich besonders dem in der Arbeiterschaft an der Wende des 19. zum 20. Jahrhunderts zur Volksseuche gewordenen Alkoholismus. Als Organ des 1899 in Wien gegründeten Vereins der Abstinenten erschien ab 1902 die Zeitschrift Der Abstinent, deren Herausgeber er bis 1906 war.
1905 gründete er zusammen mit dem Politiker Anton Hölzl und dem Arzt Richard Fröhlich in Favoriten den Arbeiter-Abstinentenbund in Österreich als Zentralvereinigung der einzelnen, bereits bestehenden, Arbeiter-Abstinentenvereine. Als Instrument im Kampf gegen den Alkoholmissbrauch erlangte der Verein große Bedeutung in der österreichischen Sozialdemokratie.
Als bereits anerkannter Pionier der Behandlung von Alkoholismus wurde Wlassak 1922 Leiter der auf sein Betreiben hin neu gegründeten Trinkerheilstätte im Pavillon 2 des psychiatrischen Krankenhauses Am Steinhof in Wien.
Wlassak veröffentlichte Arbeiten über den Bau des Kleinhirns, die Herkunft des Myelins und grundlegende Untersuchungen zur Sinnesphysiologie, vor allem der Raumempfindungen.
In Wien-Hietzing (Ober Sankt Veit) ist seit 1931 die Wlassakstraße nach ihm benannt. Entlang der Straße verläuft der Bach Wlassakgraben.

## Werke
- Ernst Mach Gedächtnisrede. Gehalten in der soziologischen Gesellschaft in Wien am 26. Juni 1916. Leipzig 1917.
- Grundriss der Alkoholfrage. Leipzig 1922.
- Der Alkoholismus. In Handbuch der Hygiene. Leipzig 1923.